# 西川次郎
西川 次郎（にしかわ じろう、1913年5月1日 - 1994年3月17日）は、日本の経営者。古河鉱業(現在の古河機械金属)社長を務めた。和歌山県出身。

## 経歴
1937年に北海道帝国大学工学部鉱山科を卒業し、同年に古河鉱業に入社。1964年11月に取締役に就任し、1969年5月に常務、1971年3月に専務を経て、1976年11月に副社長に就任し、1980年6月に社長に昇格。1987年6月に会長に就任し、1989年6月から常勤相談役を務めた。
1973年11月に藍綬褒章を受章し、1986年4月に勲二等旭日重光章を受章した。
1994年3月17日脳梗塞のために死去。80歳没。